# Oisseau-le-Petit
Oisseau-le-Petit är en kommun i departementet Sarthe i regionen Pays de la Loire i nordvästra Frankrike. Kommunen ligger i kantonen Saint-Paterne som tillhör arrondissementet Mamers. År 2022 hade Oisseau-le-Petit 671 invånare.

## Befolkningsutveckling
Antalet invånare i kommunen Oisseau-le-Petit
| Referens: INSEE |